# Gojko
Gojko (kyrillisch: Гојко oder Гойко) ist ein südslawischer männlicher Vorname, der überwiegend bei Serben, Bulgaren und Kroaten verbreitet ist.

## Herkunft
Der Name hat die Bedeutung „der Wohlerzogene“.

## Bekannte Namensträger
- Gojko Ivković (* 1990), serbischer Fußballspieler
- Gojko Kačar (* 1987), serbischer Fußballspieler
- Gogi Knežević (* 1979), österreichischer Profiboxer im Mittelgewicht
- Gojko Mitić (* 1940), serbisch-deutscher Schauspieler und Regisseur
- Gojko Stojčević (1914–2009), bekannt als Patriarch Pavle, Metropolit von Belgrad und Karlovci 1990–2009, Erzbischof von Peć und serbischer Patriarch
- Gojko Šušak (1945–1998), kroatischer Politiker, Verteidigungsminister Kroatiens 1992–1998
- Gojko Zec (1935–1995), serbischer Fußballmanager